# 멘탈리스트 (드라마)
《멘탈리스트》(영어: The Mentalist)는 2008년 9월 23일부터 2015년 2월 18일까지 미국 CBS에서 방영된 드라마이다. 브루노 헬러가 제작하였고 배우 사이먼 베이커가 주연 패트릭 제인을 맡았다. 유머러스하면서 명석한 두뇌를 가진 주인공 페트릭 제인이 놀라운 정보포착력, 뛰어난 기억력, 탁월한 통찰력 등으로 사건의 실마리를 풀어가는 과정을 담은 범죄심리수사물이다.

## 줄거리
예리한 관찰력과 날카로운 추리력을 가진 패트릭 제인은 사람들의 행동을 관찰해서 그 마음을 읽을 수 있었고 그 능력을 이용하여 돈벌이를 하며 살아가고 있었다. 그러다가 한 방송에서 연쇄살인범 레드존에 대한 언급을 하게 된다. 그로 인해 아내와 딸이 레드존에게 죽임을 당한다. 그 후 제인은 레드존에 대한 정보를 얻기 위해 CBI(California Bureau of Investigation, 캘리포니아 연방수사대)를 찾아가게 되고 우연히 그들의 수사를 돕게 되면서 수사대의 자문위원이 되고 각종 범죄를 해결한다. 그러면서 레드존을 잡기 위한 정보도 취합해 간다.

## 등장인물과 캐릭터
- 사이먼 베이커 - 패트릭 제인 (Patrick Jane) - 장난기와 재치로 똘똘 뭉친 뛰어난 멘탈리스트. 날카로운 관찰력으로 사람의 마음을 순식간에 읽어내고 심리전과 대화 기술도 뛰어나 범인 심문에서도 중요한 역할을 한다. 연쇄살인마 '레드존'이 그의 아내와 딸을 무참히 살해한 후 오직 '레드존'을 잡기 위해 수사대의 자문위원으로 일하고 있다.
- 로빈 튜니 - 테레사 리스본 (Teresa Lisbon) - 가상의 수사기관인 캘리포니아 연방수사대(CBI)의 반장. 용기 있고 팀원들을 진심으로 아끼며 굴러들어온 자문위원 패트릭 제인에게도 깊은 애정과 동정심을 가지고 있다. 제인이 사고 치고 다닐 때마다 뒷수습하는 것만 몇년째로, 그때마다 제인에게 역정을 내지만 늘 그의 편에 있어주는 든든한 지원군.
- 팀 강 - 킴벌 조 (Kimball Cho) - 무뚝뚝한 한국계 미국인 형사. 농담을 해도, 화가 나도, 생각이 복잡해도 늘 입을 꾹 다문 그 얼굴, 그 표정을 고수한다. 패트릭 제인의 능글맞은 행동에 고개를 저으며 외면하지만, 정신을 차려보면 어느새 자기도 모르게 그와 함께 작전에 휘말려 있다.
- 오웨인 요먼 - 웨인 릭스비 (Wayne Rigsby) - 한 덩치 하는 용감하고 정의로운 형사. 반면 둔하고 순진한 구석이 있어 선배들의 놀림감이 되기 일쑤다. 개인적인 죄책감을 해결하기 위해 형사가 되었지만 곧 예상치 못한 위험이 찾아온다.
- 아만다 리게티 - 그레이스 반 펠트 (Grace Van Pelt) - 똑똑하고 아름다운 신참 형사. 직설적인 성격으로 팀장을 뜨악하게 만들 때도 있지만 조사 능력에 있어서만큼은 팀 내 최고의 실력자.

## 시리즈 개요
| 시즌   | 에피소드수 | 미국방송일                       |
| ------ | ---------- | -------------------------------- |
| 시즌 1 | 23         | 2008년 9월 23일~2009년 5월 19일  |
| 시즌 2 | 23         | 2009년 9월 24일~2010년 5월 20일  |
| 시즌 3 | 24         | 2010년 9월 23일~2011년 5월 19일  |
| 시즌 4 | 24         | 2011년 9월 22일~2012년 5월 17일  |
| 시즌 5 | 22         | 2012년 9월 30일~2013년 5월 5일   |
| 시즌 6 | 22         | 2013년 9월 29일~2014년 5월 18일  |
| 시즌 7 | 13         | 2014년 11월 30일~2015년 2월 18일 |

## 관련 서적
- 김덕성. 《멘탈리스트, 마음을 해킹하다》. 조이럭클럽. 2010년. ISBN 9788995954218